# 泰和垦殖场
泰和垦殖场是中华人民共和国江西省吉安市泰和县下辖的一个类似乡级单位。俗称甘化厂，为泰和县两个综合垦殖场之一（另一个为武山垦殖场），面积约20平方公里（3万亩）。在正式行政区划上，其管辖范围内的土地分别隶属于沿溪镇、万合镇、澄江镇，但在实际行政管理上，目前仍与乡、镇并列，直属泰和县管辖。
泰和垦殖场原为1970年代知青垦荒而形成的政企合一的社会组织，自行管理内部的行政事务，直属于江西省农垦局。至1999年，有正式职工600人，常住人口4800余人。自1999年起，其原有的社会职能如学校、土地管理、民政事务、电站、武装、计划生育等陆续移交给当地政府机构，正逐步转型为单一职能的企业。

## 行政区划
泰和垦殖场下辖以下村级行政区划单位：
总场生活区、上冈分场生活区、铜锣背分场生活区、东冈分场生活区、啸峰分场生活区和总场老场部生活区。